# Monica Morell
Monica Morell, eigentlich Monica Wirz-Römer (* 6. August 1953 in Menziken; † 12. Februar 2008 in Zürich), war eine Schweizer Schlagersängerin.

## Leben
Ihre grössten Erfolge feierte die junge Schlagersängerin Anfang der 1970er-Jahre in Deutschland. Mit ihrem Titel Ich fange nie mehr was an einem Sonntag an war sie monatelang in den Schweizer und deutschen Charts vertreten. Der Legende nach, die wohl entweder sie selbst oder ihre Plattenfirma in die Welt gesetzt hat, soll das Lied entstanden sein, nachdem ihr angeblicher Freund Thomas (im Lied nur Thommy genannt) bei einem Motorradunfall ums Leben gekommen sei. Diese These wurde jedoch von ihrem ersten und auch letzten Freund Ueli Eberhard wie auch dem Textautor Gerd Gudera in der Sendung Doppelpunkt des Radio DRS 1 vom 19. November 2009 bestritten. Die Single wurde 1,5 Millionen Mal verkauft. 1973 folgte der ebenfalls erfolgreiche Titel Bitte glaub’ es nicht. Ursprünglich sollte sie mit diesem Song für die Schweiz beim Concours Eurovision de la Chanson 1973 in Luxemburg antreten, musste jedoch Patrick Juvet den Vortritt lassen.
Später, wann ist das? war 1974 der dritte Erfolg der Sängerin. Bis 1976 war sie regelmässig in den Top 50 der deutschen Verkaufshitparade vertreten, zumeist mit melancholisch-traurigen Liedern wie Danny, mein Freund; Hallo, ist denn hier keiner; Ich und Die besten Männer sind meistens schon vergeben. Dazu kamen mehrere Fernsehauftritte in Disco und der ZDF-Hitparade.
Ende der 1970er-Jahre zog sich Monica Morell aus dem Musikgeschäft zurück und wurde Wirtin, später Mitinhaberin eines kleinen Auktionshauses in Erlenbach. Nach ihrer ersten Heirat lebte sie im zürcherischen Ebmatingen. Ihre zweite Ehe zerbrach kurz nach dem plötzlichen Kindstod ihres tragischerweise Thommy genannten Sohnes, ihres einzigen Kindes, das 1982 zur Welt gekommen war. Sie unterstützte grosszügig das Tierheim »Strubeli« im zürcherischen Hegnau/Volketswil. Monica Morell erkrankte an Polyneuropathie und später an Krebs, dem sie nach langjährigem Leiden im Alter von 54 Jahren erlag.
Um ihr Erbe von etwa 40 Millionen Franken wurde gestritten. Einen Teil ihres Vermögens vermachte sie der Stiftung Denk an mich.
Monica Wirz-Römer fand ihre letzte Ruhestätte auf dem Friedhof Enzenbühl in Zürich.

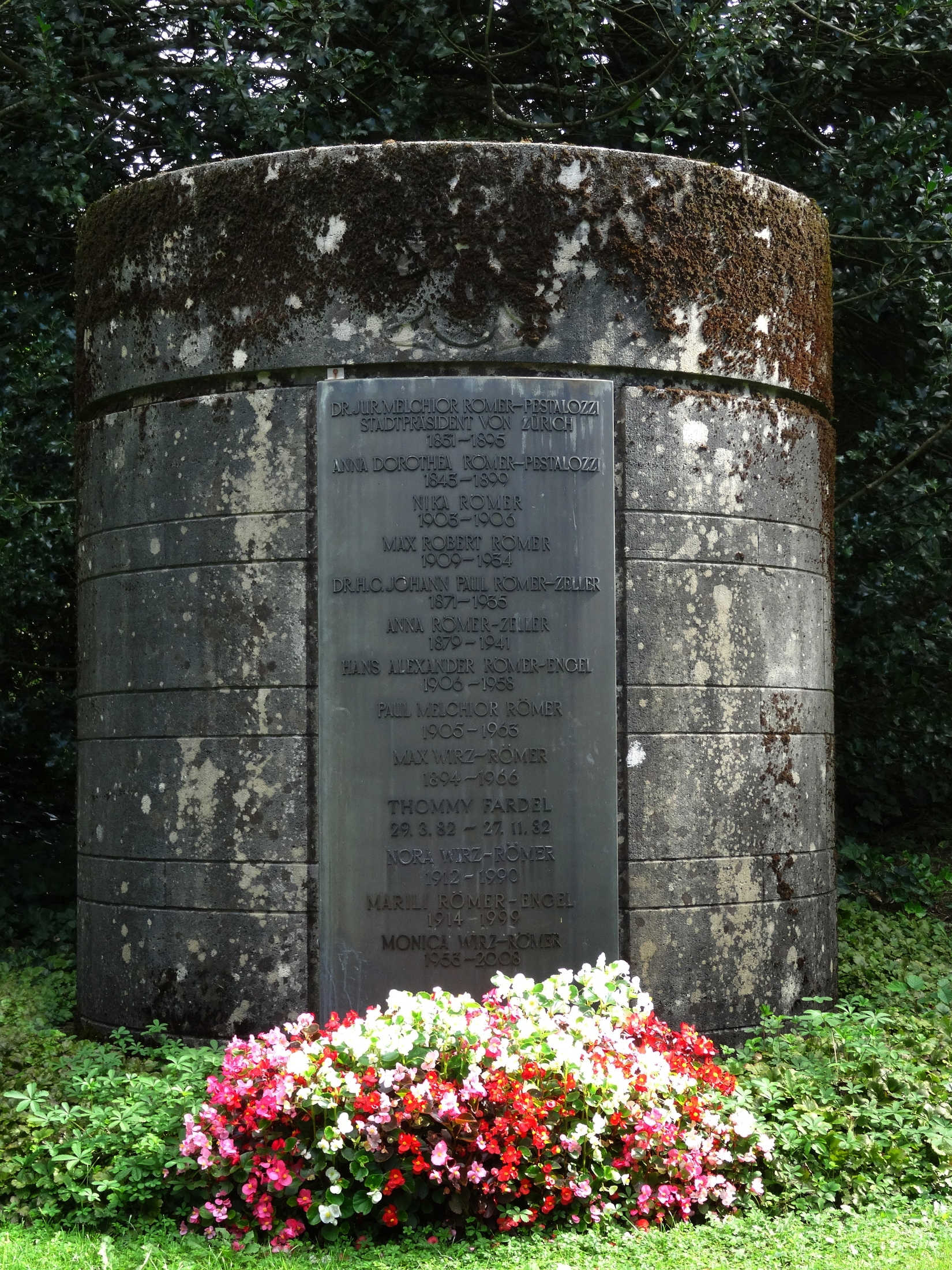
Familiengrab, Friedhof Enzenbühl, Zürich

## Auftritte in der ZDF-Hitparade
- 12. Mai 1973: Bitte glaub’ es nicht (neu)
- 09. Juni 1973: Bitte glaub’ es nicht (5. Platz)
- 15. Dezember 1973: Später, wann ist das? (neu)
- 26. Januar 1974: Später, wann ist das? (4. Platz)
- 07. September 1974: Hallo, ist denn hier keiner (neu)
- 19. April 1975: Danny, mein Freund (neu)
- 03. September 1977: Viele Mädchen denken wie ich (neu)

## Nachweise
1. ↑  Charts DE Charts CH
2. ↑  Basler Zeitung: Monica Morell an Krebs gestorben, 15. Februar 2008 (Memento vom 11. März 2008 im Internet Archive)
3. ↑  Tages-Anzeiger: Traurige Lieder – trauriges Leben, 16. Februar 2008
4. ↑  Aargauer Zeitung: Melancholia Morell, 16. Februar 2008
5. ↑  Tages-Anzeiger vom 3. Juli 2009
6. ↑  Webseite der Stiftung Denk an mich: Projekt Spielplätze für alle (Memento des Originals vom 23. Oktober 2016 im Internet Archive)  Info: Der Archivlink wurde automatisch eingesetzt und noch nicht geprüft. Bitte prüfe Original- und Archivlink gemäß Anleitung und entferne dann diesen Hinweis.
7. ↑  Stiftung Denk an mich und Schweizer Jugendherbergen machen den Weg frei (Memento des Originals vom 18. April 2017 im Internet Archive)  Info: Der Archivlink wurde automatisch eingesetzt und noch nicht geprüft. Bitte prüfe Original- und Archivlink gemäß Anleitung und entferne dann diesen Hinweis.

| Personendaten    | Personendaten                     |
| ---------------- | --------------------------------- |
| NAME             | Morell, Monica                    |
| ALTERNATIVNAMEN  | Wirz-Römer, Monica; Römer, Monica |
| KURZBESCHREIBUNG | Schweizer Schlagersängerin        |
| GEBURTSDATUM     | 6. August 1953                    |
| GEBURTSORT       | Menziken                          |
| STERBEDATUM      | 12. Februar 2008                  |
| STERBEORT        | Zürich                            |